# Ghostnote
ghostnote（ゴーストノート）は、日本のロックバンド。元アミューズ所属。

## 概要
2003年、岡山にて結成。現在は拠点を東京としている。絶妙に静と動の入り乱れたメロディーラインを、拾い上げるようなリズムが包み込む楽曲で、各方面より高い評価を受ける。
バンド名の由来は、「演奏しているけど、楽譜には載らない音という意味の『ゴースト』と『ノート』という2つの音楽用語から、気持ちとか目に見えないものもお客さんに伝えていきたいという思いを込めて付けた」との事。
アナログフィッシュやLOST IN TIME、キャプテンストライダムなどから、彼らの岡山県でのライブの際に対バンをリクエストされる。岡山での初ワンマンライブでは、約180人を動員した。
2005年、自主制作盤「一等賞は赤のリボン」をリリース。50日間に及び全国30本を回る「きもちはつたわる」ツアーを実施。
2006年2月8日に初の全国流通盤として、1stアルバム「初対面」リリース。同年6月から日本工学院のCMソングとして使用されていた楽曲、「スタート」収録の2ndアルバム「すばらしき世界」が11月8日にリリースされる。
2008年5月、SME Recordsよりメジャー・デビュー。同年9月リリースの2ndシングル「精一杯、僕らの歌」がテレビ東京系ドラマ『ウォーキン☆バタフライ』オープニングテーマと、映画『フライング☆ラビッツ』挿入歌のダブルタイアップとして抜擢。
同年11月リリースの3rdシングル「I、愛、会い」がテレビ東京系アニメ『銀魂』エンディングテーマとして使用される。同作はオリコンウィークリーチャート初登場18位を記録。
2009年1月21日にメジャー1stアルバム「アイデンティティー」をリリース。同年、ファジアーノ岡山のイメージソングとして「夢」が採用される（5thシングル「ボクキミビリーバー」収録曲）
2010年9月1日発売の5thシングル『ボクキミビリーバー』が、所属事務所・アミューズの仲里依紗主演の連続ドラマ『日本人の知らない日本語』の主題歌に使用される。
2011年、「ライブの年」として約150本にも及ぶ、大規模な全国ツアー「きもちはつたわるツアー2011」を敢行。
2012年4月、約3年ぶりのアルバムとなる「きもちはつたわる」リリース。収録曲の「a walk in the life」は「2012そうじゃ吉備路マラソン」テーマソングとなっている。リリースに伴い「きもちはつたわるツアー2012」として年間170本以上のライブを決行。
2012年11月、ライブ会場限定CD「私」をリリース、2012年末には全国12カ所にてワンマンツアーも行っている。
2013年、結成10周年の節目にバンドの活動方針としてインディペンデントな活動方針を選択。それに伴い、所属レーベルを“T”RUST OVER 30 recordingsに移籍。この年から鈴木諒介がギタリストとしてサポート参加となる。同年5月、自主企画の名称を「真心クロニクル」と改め、第一回目を開催する。9月にはワンコインシングル「少女C」をタワーレコード限定にてリリース。同年11月、ghostnote×CHERRY NADE 169×Halo at 四畳半カップリングツアー「4つの点を線にして」を実施。
2014年、岡山hishioto、金沢百万石音楽祭、神戸ネコフェス、東京MURO FESなど全国各地で開催されているフェスティバルイベントに出演。
同年7月のワンマンライブにてサポートギターの鈴木諒介が正式加入。さらに全国TSUTAYA限定レンタルコンピレーションCD「ツタロック dig」へ参加している。
2015年2月28日・3月1日に行なわれた第29回倉敷音楽祭公演「オリジナル創作ROCKミュージカル『輝き丸〜KAGAYAKIMARU〜』」にて音楽担当。同年5月に、前作から約2年ぶりの作品となるミニアルバム「ぼくトキみのコト」を全曲フリーダウンロード形式で発表。10月7日、約3年ぶりのアルバムとなる「やめてしまいたい」をリリース。4人編成となってから初めてのアルバムとなった。

## メンバー
- 大平伸正（おおひらのぶまさ、1983年8月15日-）
  - ギター、ボーカル担当。岡山県総社市出身。血液型O型。
  - 中学時代からベースやギターなどに触れ、高校入学後、花月草子を結成。周りの学生バンドと一線を画し、精力的にアーティスト活動を行い、HOTLINE 2002 Finalグランプリ受賞、ティーンズミュージックフェスティバル入賞などめざましい活躍を見せる。花月草子解散後、現在のメンバーと共にghostnoteを結成。

- 佐藤慎治（さとうしんじ、1979年1月22日-）
  - ベース、コーラス担当。大阪府生まれ、岡山県岡山市出身。血液型O型。
  - 学生時代からロック、ポップ、ハードロック、ジャズなど、幅広いジャンルに触れ、奇抜とも言えるベーシストとしてのリズム、感覚を意識するようになる。1999年に結成したSHEEP SHOPでは、中四国地方の数々の音楽大会で入賞するなど高い評価を得た。SHEEP SHOP解散後、現在のメンバーと共にghostnoteを結成。

- 中村勇介（なかむらゆうすけ、1980年10月14日-）
  - ドラムス、コーラス担当。岡山県倉敷市出身。血液型B型。
  - 高校時代は吹奏楽部でドラムを担当。大学入学後は軽音楽部で本格的にバンド活動を行う。複数、異種ジャンルのバンドを掛け持ち、様々な音楽に触れる。大平に「次に岡山でバンドをやるならこいつしかいない」と言わしめたドラムのテクニックを買われ、現在のメンバーと共にghostnoteを結成。

- 鈴木諒介（すずきりょうすけ、1983年8月8日-）
  - ギター、コーラス担当。東京都目黒区出身
  - 2013年よりサポートギターとして参加。2014年7月6日、渋谷O-CRESTワンマンにてghostnoteへの正式加入を発表。

## ディスコグラフィー

### 自主制作盤
- ghostnote sample CD
  - 無料で配布されたサンプルCD。4曲を収録。

1. 遠い空
2. はしりがいた日記の中から
3. 時雨のように
4. 帰り道

- 過去の産物 （2004年5月8日発売）

1. シンプル
2. カレー屋にて
3. テレビスタア
4. はしりがいた日記の中から
5. キレイな事
6. 時雨のように
7. 多重人格な君へ

- 夜明け、この世の終わりに朝日が昇る （2004年12月25日発売）
  - 鉄卍男解散ライブ時に限定で発売した、鉄卍男との共作。

1. 遠い空
2. こんなところで出会ってしまった
3. 3/4
4. H2
5. 夕日の赤 / 鉄卍男
6. 夢音 / 鉄卍男
7. 古い涙腺 / 鉄卍男
8. 不死の音 / 鉄卍男

- 1等賞は赤のリボン （2005年1月30日発売）

1. 遠い空
2. グッドバイ
3. 乱射
4. こんなところで出会ってしまった
5. カレー屋にて
6. 真夜中の出来事
7. ゼンシン
8. 裏切りe.t
9. スクリューパイルドライバー
10. 嘘みたいな夜だ
11. 嘘みたいな夜を超えて

- 私（2012年11月3日発売）

1. 私
2. オンリーロンリー
3. 愛はいつも幻のようだ
4. 7th floor

### DVD
| 枚  | 発売日        | タイトル                           | 備考                               |
| --- | ------------- | ---------------------------------- | ---------------------------------- |
| 1st | 2013年4月20日 | きもちはつたわるワンマンツアー2012 | ライブ会場及び"T"RUST SHOP限定販売 |

## タイアップ一覧
| 使用年 | 曲名                 | タイアップ                                                                |
| ------ | -------------------- | ------------------------------------------------------------------------- |
| 2006年 | スタート             | 専門学校「日本工学院」CMソング                                            |
| 2008年 | スタート             | MBS『MUSIC EDGE + Osaka Style』5・6月度オープニングテーマ                 |
| 2008年 | スタート             | FM Nagasaki『長崎県高総体』応援テーマソング                               |
| 2008年 | 精一杯、僕らの歌     | 大塚製薬「アミノバリュー」CMソング                                        |
| 2008年 | 精一杯、僕らの歌     | テレビ東京系 ドラマ24『ウォーキン☆バタフライ』オープニングテーマ          |
| 2008年 | 精一杯、僕らの歌     | 東映配給映画『フライング☆ラビッツ』挿入歌                                 |
| 2008年 | I、愛、会い          | テレビ東京アニメ『銀魂』第11期エンディングテーマ（第126話 - 第138話）     |
| 2008年 | I、愛、会い          | ABCテレビ『ミューパラ特区』11月度オープニングテーマ                       |
| 2009年 | 桜道                 | RSKテレビ『ユタンポ』3月度エンディングテーマ                              |
| 2009年 | アマノガワ           | ゆめタウン広島「レッドプライスバーゲン」/「夏のクリアランス」CMソング     |
| 2009年 | アマノガワ           | 魔法のiらんどケータイ小説「蜃気楼～At first light～」テーマソング         |
| 2009年 | アマノガワ           | RSKテレビ『ユタンポ』7月度エンディングテーマ                              |
| 2009年 | アマノガワ           | 三重テレビ『キンさばっ!! -近所の裁き-』7月度エンディングテーマ            |
| 2009年 | 夢                   | 「ファジアーノ岡山」イメージソング                                        |
| 2010年 | ボクキミビリーバー   | 読売テレビ・日本テレビ系 木曜ナイトドラマ『日本人の知らない日本語』主題歌 |
| 2010年 | シャララハートビート | 市進「学びMAXの市進」CMソング                                             |
| 2012年 | a walk in the life   | 「2012そうじゃ吉備路マラソン」テーマソング                                |
| 2012年 | a walk in the life   | RSKテレビ『ユタンポ』4月度エンディングテーマ                              |
| 2012年 | a walk in the life   | oniビジョン・倉敷ケーブルテレビ共同制作番組『おかくら』エンディングテーマ |
| 2012年 | まあいっか           | oniビジョン・倉敷ケーブルテレビ共同制作番組『おかくら』エンディングテーマ |

### ヘビー・ローテーション/パワープレイ

#### テレビ
| 放送年 | 曲名       | ヘビーローテーション/パワープレイ                     |
| ------ | ---------- | ----------------------------------------------------- |
| 2008年 | スタート   | 日本テレビ系『音楽戦士 MUSIC FIGHTER』5月度POWER PLAY |
| 2009年 | 桜道       | 日本テレビ系『Perfumeの気になる子ちゃん』の気になる曲 |
| 2009年 | アマノガワ | テレビユー福島『パロパロ MINI』POWER PLAY             |

#### ラジオ
| 放送年 | 曲名         | ラジオヘビーローテーション/パワープレイ                         |
| ------ | ------------ | --------------------------------------------------------------- |
| 2009年 | キラキラキラ | FM-NIIGATA『SOUND SPLASH』内コーナー『JRAザ・馬塾』テーマソング |
| 2012年 | キミウタ     | KBCラジオ『VERO Q』4月度火曜日エンディング曲                    |

## ミュージック・ビデオ
| 監督          | 曲名                                                                   |
| 志賀匠        | 「ラブソング」                                                         |
| nico graphics | 「最終列車」                                                           |
| 福居英晃      | 「a walk in the life」「まあいっか」「アマノガワ」「スタート」「桜道」 |
| 不明          | 「I、愛、会い」「精一杯、僕らの歌」「イッサイガッサイ」                |

## イベント
- AOMORI春フェスティバル（2009年5月5日）

## 主なライブ

### ワンマンライブ・主催イベント
- 2008年 - ghostnote「スタート」発売記念 ワンマンライブツアー!きもちはつたわる
- 2008年12月14日〜25日 - 「I、愛、会い」リリース記念ワンマンライブツアー 〜ghostnote元年、今年も一年ありがとう!たこ焼き編〜
- 2009年04月21日〜05月31日 - 1st フルアルバム「アイデンティティー」発売記念ツアー〜おはよう日本!!〜
- 2009年10月28日・11月25日 - ghostnote presents LOVE FES
- 2010年03月23日・26日 - ghostnote presents LOVE FES
- 2010年 - ワンマンツアー“いちGO!いちYEAH!!!!”
- 2012年04月30日・05月01日・02日 - ghostnote「きもちはつたわる」リリース記念パーティー
w/ラックライフ/ircle/はねカエル/ロマンチップス/サクラメリーメン/AJISAI/ウラニーノ/鴉
- 2012年10月04日・06日・08日 - 秋の大三角形ツアー2012
- 2012年11月03日〜12月22日 - ゴーストノートワンマンツアー2012
- 2014年11月09日〜29日 - ghostnote×CHERRY NADE 169×Halo at 四畳半カップリングツアー「4つの点を線にして」
- 2015年10月15日〜2016年01月29日 - ghostnote「イッサイガッサイやめてしまいたい、さよなら」TOUR

### 出演イベント
- 2006年07月22日 - SETSTOCK'06
- 2006年12月31日 - COUNTDOWN JAPAN 06/07
- 2007年03月02日 - スペースシャワー列伝 第65巻 〜亥ノ刻(いのこく)の宴〜
- 2007年09月02日 - RUSH BALL 2007
- 2008年02月23日・03月15日・16日 - BIGMAMA「Love and Leave」 release tour
- 2008年03月30日・04月01日・02日・04日 - tacica『Tour First Ballet 2008』
- 2008年04月20日 - 新宿LOFT 9TH ANNIVERSARY ATF X LOFT presents「四月の風」
- 2008年08月17日 - TREASURE05X 2008 〜screaming triangle 2nd day〜
- 2008年09月07日 - RADIO BERRY 15th ANNIVERSARY ベリテンライブ2008
- 2009年02月25日 - MINAMI FREAK
- 2009年03月20日 - FM AICHI 40th ANNIVERSARY A☆HOT STOCK
- 2009年03月22日 - NTT DoCoMo PRESENTS RADIO BERRY haruberrylive '09
- 2009年07月19日 - 初恋サンセット2009
- 2009年08月15日 - Jump Over!! JAMI 〜輝き続けるみんなの夢〜
- 2009年08月21日 - 松健ANIKI祭り
- 2009年08月22日 - 夏の真撃-其の参
- 2009年08月29日 - 鶴 情熱ツアー2009 秋〜全国的にアフロ〜
- 2009年09月05日 - OTODAMA'09 〜音泉魂〜
- 2009年09月17日 - CLUB Que 15th ANNIVERSARY e-sound speaker presents OTOTOIRO九
- 2009年09月20日 - the court presents "7716 e.p. TOUR "名古屋
- 2009年10月17日 - Modern Times[モダンタイムズ]
- 2009年11月29日 - GIRLHUNT GRANDPRIX〜マスザワールドカップ'09〜
- 2009年12月02日 - CONTINUE WHEEL09
- 2010年02月07日 - Peaky SALT 1st ALBUM レコ発ツアー "ビューティフォーメン"
- 2010年02月14日 - シュノーケル SNOWKEL THE LAST TOUR "素潜り"
- 2010年03月22日 - 「SANUKI ROCK COLOSSEUM」〜road to MONSTER baSH〜 BUSTA CUP
- 2010年03月27日 - SNOW SLIDE 2010
- 2010年03月31日 - PAZOO presents『スリーマンスリーマンスやっちゃいまんすVol.3!!』
- 2010年04月27日 - AJISAI TOUR2010 〜Y○U〜 初日!
- 2010年05月02日 - COMIN'KOBE10
- 2010年05月03日 - 強引に神戸!
- 2010年06月25日 - Your Heart Beat! vol.1
- 2010年06月26日 - JUNKBOX prsents "bunched music vol.1"
- 2010年06月28日 - Thank you! 5th ANNIVERSARY ピーターパン・シンドローム
- 2010年08月15日 - TREASURE 05X with ZIP-FM -PRECIOUS GENERATOR 2ND DAY-
- 2010年08月25日 - SHIBUYA-La.mama presents『道玄坂異種格闘技戦 vol.7』
- 2010年09月10日 - つばき10th Anniversary「正夢になった夜」 〜誕生日編〜 with friends
- 2010年09月12日 - プリングミン presents THE BEGINNING vol.2 〜新曲配信しちゃいましたツアー〜
- 2010年09月23日 - jimmyhat presents new single「生命のスタッカート」レコ発イベント SATORI
- 2010年10月08日 - rise 3rd Anniversary 〜モンスターエンジンツアー〜
- 2010年10月16日 - No Regret Life TOUR 2010
- 2010年10月31日 - 日本工学院「かまた祭」
- 2010年11月07日 - DICE PROJECT presents 「DICE PLAY! #35」-明日、照らす "それから" Release Tour OSAKA FINAL!!-
- 2011年09月11日 - つま恋ロマンスポルノ '11 〜ポルノ丸〜
- 2012年02月04日 - あっ、良いライブここにあります。2012
- 2012年05月05日 - COMIN'KOBE12
- 2012年07月09日 - 見られ放題2012〜MUSEで見られちゃうの巻〜
- 2012年07月20日 - MURO FES番外編!〜クレスト夏の陣〜
- 2012年08月12日 - TREASURE05X 2012 〜glowing treasure 2nd day〜
- 2012年09月23日 - いしがきミュージックフェスティバル 2012
- 2013年03月17日・05月12日 - MUSIC CUBE 13
- 2013年06月09日 - No Regret Life LAST TOUR 2013 "Memory & Record"
- 2013年07月23日 - MURO FESTIVAL 2013 "後夜祭"
- 2013年12月16日 - Shibuya O-Crest 10周年 Special Week!!〜海闊天空〜
- 2013年12月31日 - Crest YEAR END PARTY 2013 10th Anniversary Special 3DAYS!
- 2014年04月26日・27日 - ユビキタス 「リアクタンスの法則」リリースツアー 【3+1=1】
- 2014年05月09日 - AJISAI TOUR 2014 〜last〜
- 2014年06月07日 - hoshioto'14
- 2014年06月08日 - 百万石音楽祭〜ミリオンロックフェスティバル〜 2014
- 2014年06月29日 - ネコフェス2014 -KUDAKENEKO ROCK FESTIVAL 2014-
- 2014年07月27日 - MURO FESTIVAL 2014
- 2014年08月15日 - O-Crest×ghostnote presents 盆祭り
- 2014年10月04日 - A(c) 10th Anniversary 金沢一生青春FESTIVAL
- 2014年10月27日 - ツタロックdig
- 2014年12月06日 - GMC2014
- 2014年12月31日 - O-Crest YEAR END PARTY 2014 Special 3DAYS!
- 2015年02月01日 - 群雄割拠
- 2015年03月22日 - 「俺フェス」〜真春のジャンボリー2〜
- 2015年04月04日 - 高円寺周遊フェスBOYS ON DREAM〜一生青春!!〜
- 2015年06月06日 - 百万石音楽祭2015〜ミリオンロックフェスティバル〜
- 2015年08月09日 - MURO FESTIVAL 2015 "後夜祭"
- 2015年09月03日 - encounter of colorful vol.2
- 2015年09月22日 - 「火曜日の逆襲。」〜秋味〜
- 2015年10月04日 - YOYOGI Seesaw Festival 2015
- 2015年10月31日 - 高円寺周遊型フェス「BOYS ON DREAM〜一生青春!!〜」略してボイドリ。Vol.2
- 2015年11月22日 - Circuit 世界の砂場から